# Jose Corazon Tala-oc
Jose Corazon Tumbagahan Tala-oc (ur. 16 czerwca 1950 w Tagas) – filipiński duchowny rzymskokatolicki, w latach 2011–2025 biskup Kalibo.

## Życiorys
Święcenia kapłańskie otrzymał 9 kwietnia 1979 i został inkardynowany do diecezji Kalibo. Pełnił funkcje m.in. diecezjalnego dyrektora Apostolatu Biblijnego (1989-1993), rektora kolegium w Aklan (1997) oraz wikariusza generalnego diecezji (2000-2003).
11 czerwca 2003 papież Jan Paweł II mianował go biskupem Romblon. Sakry biskupiej udzielił mu 30 lilca tegoż roku kard. Jaime Sin.
25 maja 2011 papież Benedykt XVI przeniósł go na stolicę biskupią w Kalibo. Ingres odbył się 20 lipca 2011.
16 czerwca 2025 papież Leon XIV przyjął jego rezygnację z pełnionego urzędu, złożoną ze względu na wiek. 